# 合格站
合格站（日语：／ Gōkaku eki */?）是位於靜岡縣島田市竹下，屬於大井川鐵道的大井川本線車站。

## 歷史
- 1927年（昭和2年）6月10日 - 五和站（日语：／）啟用。
- 2020年（令和2年）11月12日 - 站名改名為合格站[1][2]。

## 車站構造
此站是地面車站與無人車站，並設有1面2線的島式月台。

## 使用狀況
- 在2007年度，1日平均乘車人次為54人[3]。

## 車站周邊
- 國道473號（日语：国道473号）
- 島田市立五和小學
- SAN-M包裝（日语：サンエムパッケージ）株式會社總部工場[4]

## 相鄰車站
大井川鐵道
大井川本線
日切－合格－門出

## 注腳
1. 1 2   (新闻稿). 大井川鐵道. 2020-09-25  [2020-09-25]. （原始内容存档于2020-09-25） （日语）.
2. 1 2  . 靜岡新聞. 2020-11-12  [2020-11-12]. （原始内容存档于2020-11-12） （日语）.
3. ↑  靜岡縣統計年鑑
4. ↑  サンエムパッケージHP 2019年2月28日參閲　http://www.san-m.co.jp/company.html （页面存档备份，存于）

## 外部連結
- 大井川鐵道 （页面存档备份，存于）（日語）